# فابریتسیو راوانلی
فابریتسیو راوانلی (به ایتالیایی: Fabrizio Ravanelli) بازیکن فوتبال و اهل ایتالیا است 

## تیم ملی
از سال ۱۹۹۵ میلادی عضو تیم ملی فوتبال ایتالیا بوده و در ۲۲ بازی ملی حضور داشته‌است. او در بازی‌های ملی‌اش ۸ گل به ثمر رساند.
فابریزیو راوانلی آخرین بازی ملی خود را در سال ۱۹۹۸ میلادی انجام داد.